# Kacper Wróblewski

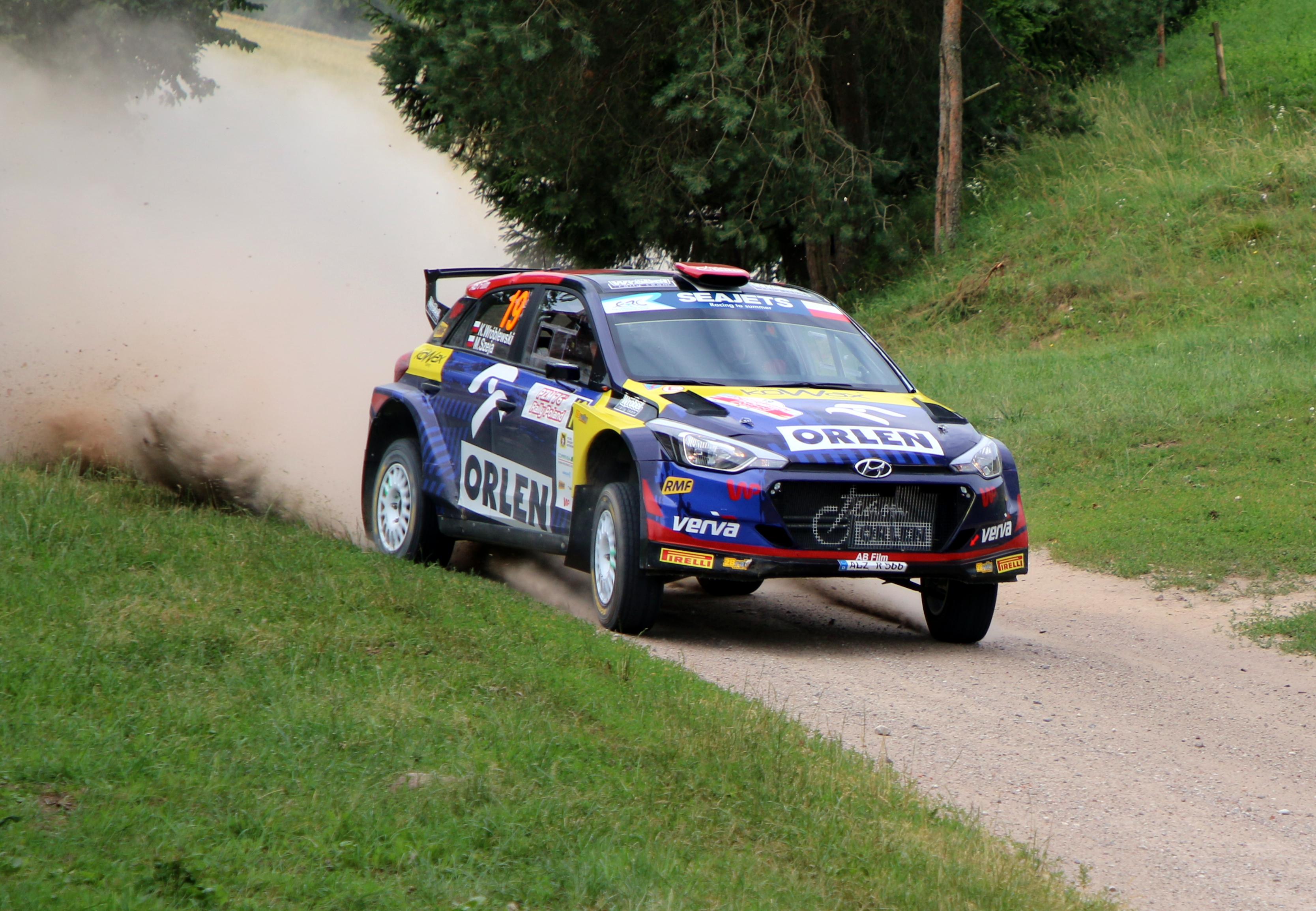
Kacper Wróblewski Rajdu Polski 2019

Kacper Wróblewski (ur. 4 maja 1992) – polski kierowca rajdowy, drugi wicemistrz Polski w roku 2022.
Karierę w sportach rajdowych rozpoczynał w roku 2007. Od 2011 roku startował w Rajdowym Pucharze Polski, a w sezonie 2014 zadebiutował na trasach Rajdowych Samochodowych Mistrzostw Polski podczas Rajdu Wisły. W roku 2020 zdobył tytuł wicemistrza Słowacji w Rajdowych Mistrzostwach Słowacji. W sezonie rajdowym 2022 w Rajdowych Samochodowych Mistrzostwach Polski zajął trzecie miejsce, wygrywając jeden rajd (Świdnicki), raz zajmując drugie miejsce i trzy będąc trzeci, było to jego pierwsze podium w klasyfikacji generalnej.